# Apoplania penai
Apoplania penai is een vlinder uit de familie van de Neopseustidae. De wetenschappelijke naam van de soort is voor het eerst geldig gepubliceerd in 1980 door Davis & Nielsen.